# Htin Kyaw
Htin Kyaw (tiếng Miến Điện: ထင်ကျော် [tʰɪ̀ɴ tɕɔ̀]; sinh 20 tháng 7 năm 1946) là một nhà văn, học giả và chính trị gia người Myanmar; làm tổng thống Cộng hòa Liên bang Myanmar (Miến Điện) từ ngày 15 tháng 3 năm 2016 đến ngày 21 tháng 3 năm 2018, tổng thống dân sự đầu tiên của Myanmar kể từ năm 1960. Trước đó, trong cuộc bầu cử Quốc hội Myanmar, ông đã được xem là ứng viên sáng giá cho chức vụ này khi bà Aung San Suu Kyi - lãnh đạo Liên minh Quốc gia vì Dân chủ - bị hiến pháp cấm đảm nhận chức tổng thống vì có chồng là người nước ngoài. Ông Htin Kyaw được coi là một đồng minh thân cận của bà Suu Kyi.

## Thời niên thiếu
Htin Kyaw sinh ra tại Kung Yangon, vùng Hanthawaddy, Miến Điện thuộc Anh, trong gia đình của cố học giả Miến Điện Min Thu Wun và bà Kyi Kyi.

## Giáo dục và sự nghiệp
Htin Kyaw học tại Viện Kinh tế Rangoon (lúc đó một phần của Đại học Khoa học và Nghệ thuật Rangoon) và tốt nghiệp với bằng thạc sĩ kinh tế chuyên về thống kê trong khi làm nhân viên giảng dạy vào năm 1968. Sau đó, ông chuyển đến Trung tâm máy tính trường Đại học như là lập trình viên phân tích/hệ thống vào năm 1970. Ông tiếp tục mở mang kiến thức tại Viện Khoa học máy tính, Đại học London vào năm 1971-1972 và Trường quản lý D. Little ở Cambridge, Massachusetts vào năm 1987. Htin Kyaw hoàn thành bằng thạc sĩ thứ hai tại Đại học Yangon về khoa học máy tính vào năm 1975 trước khi tham gia làm Phó Trưởng phòng thuộc Bộ Công nghiệp 2 cùng năm.
Trong sự nghiệp đa dạng, ông làm giảng viên đại học và cũng là việc tại Bộ Công nghiệp vào cuối những năm 1970 và trong thập niên 1980 trước khi nghỉ hưu công tác tại chính phủ với chức Phó Cục trưởng Cục Kinh tế đối ngoại năm 1992, khi quân đội kiểm soát cơ quan này.
Ông bị bắt vào ngày 22 tháng 9 năm 2000 và đã trải qua bốn tháng trong nhà tù Insein khi hỗ trợ bà Aung San Suu Kyi để đi du lịch bên ngoài Yangon.
Từ năm 2012, ông đã làm nhà điều hành cấp cao cho Quỹ Daw Khin Kyi, được bà Aung San Suu Kyi thành lập và được đặt tên theo mẹ bà Khin Kyi.
Ngày 10 tháng 3 năm 2016, ông được Đảng Liên minh Quốc gia vì Dân chủ đề cử là một trong những Phó tổng thống Myanmar cho Pyithu Hluttaw (Hạ viện).
Ngày 15 tháng 3 năm 2016, 360 nghị sĩ trong số 652 nghị sĩ của Quốc hội Liên minh bầu ông là Tổng thống của nước Cộng hòa Liên bang Myanmar.
Htin Kyaw đã có số phiếu cao hơn một ứng viên khác cũng của Đảng Liên minh Quốc gia vì Dân chủ và một ứng viên của phe quân sự. Người có số phiếu cao nhì là Myint Swe, ứng viên của phe quân đội, cựu giám đốc an ninh quân đội nổi tiếng cứng rắn và thối nát  nhận được 200 phiếu. Ông Myint Swe vẫn còn nằm trong danh sách bị trừng phạt của bộ tài chính Hoa Kỳ vì ủng hộ chế độ độc tài chuyên chính cũ. Myint Swe ban đầu không được ứng cử tổng thống vì con rể ông có quốc tịch Úc, nhưng viên chức chính phủ sau đó nói ông ta đã từ bỏ quốc tịch này trước cuộc bầu cử. Quân đội vẫn còn nắm nhiều quyền hành ở Myanmar. Họ được dành riêng 25 % số ghế ở quốc hội, đủ để ngăn chặn bất cứ sửa đổi nào về hiến pháp. Ngoài ra họ nắm quyền điều khiển trực tiếp những bộ quan trọng như quốc phòng, nội vụ và quan hệ biên giới. Người có số phiếu cao thứ ba là ứng viên Đảng Liên minh Quốc gia vì Dân chủ, Henry Van Thio, với 79 phiếu. Hai ông này sẽ nhận chức phó tổng thống thứ nhất và thứ hai.
Khi đề cử ông cho nhiệm kỳ tổng thống, bà Aung San Suu Kyi cho biết bà đã chọn ông vì "tính trung thực, lòng trung thành của mình và học vấn đáng nể".
Ngày 30 tháng 3 năm 2016, ông chính thức tuyên thệ nhậm chức Tổng thống Myanmar, trở thành vị tổng thống dân sự đầu tiên của Myanmar sau gần 50 năm đất nước bị giới độc tài quân sự cai trị.
Ngày 21 tháng 3 năm 2018, ông bất ngờ tuyên bố từ chức sau 2 năm nắm quyền vì lý do muốn được nghỉ ngơi.

## Đời sống cá nhân
Htin Kyaw lập gia đình vào năm 1973 với Su Su Lwin (sinh 1946), mà cũng là đại biểu quốc hội. Cha vợ ông, U Lwin (1924-2011), là một trong những người thành lập đảng NLD.